# Зоя (византийская императрица)
Зо́я Порфироро́дная (ок. 978 — июнь 1050) — самодержавная византийская императрица в 1042 году, дочь императора Константина VIII, супруга трёх византийских императоров (Романа III Аргира, Михаила IV Пафлагона, Константина IX Мономаха), взошедших на престол благодаря браку с ней. После смерти второго мужа была насильно пострижена в монахини, но в результате народного бунта оставила монашество и вместе со своей сестрой Феодорой встала во главе империи, а затем в третий раз вышла замуж. Умерла бездетной.
По словам историка Шарля Диля, история императрицы Зои — «несомненно, одна из самых пикантных, какие только сохранились в византийских летописях, и одна из наиболее нам известных».

## Биография
Зоя была второй дочерью императора Константина VIII и его жены Елены Алипины. Родилась около 978 года. Поскольку её отец был соправителем императора Василия II, она получила титул Багрянородной, то есть рождённой в императорских покоях.

У Михаила Пселла сохранилось описание её внешности: 
роста не очень высокого, с широким разрезом глаз под грозными бровями и носом с еле заметной горбинкой, волосы у неё были русые, и всё тело сверкало белизной.
 Зоя не занималась типичным для женщин рукоделием, посвящая свободное время изготовлению косметики: «одно только увлекало её и поглощало всё внимание: изменять природу ароматических веществ, приготовлять благовонные мази, изобретать и составлять одни смеси, переделывать другие». В её покоях находились многочисленные ступки, реторты, горны и прочая химическая аппаратура, причём отдавалась она этому занятию с таким усердием, что каждый из её слуг имел особую «специализацию» — так, на одного было возложено помешивание кипящих составов, на другого — их розлив и закупорка и т. д. Зоя, привыкнув к жаре и влажности, царившим в её покоях, неохотно покидала дворец и не любила ни пеших, ни конных прогулок на свежем воздухе. Один из византийских медицинских трактатов содержит рецепт «мази Зои-царицы» из фиников, слив, изюма, инжира, луковиц лилий и мёда.
Это увлечение позволило Зое до глубокой старости сохранить внешнюю молодость. По словам Пселла, «достигнув семидесяти лет, она сохранила лицо без единой морщинки и цвела юной красотой, однако не могла унять дрожи в руках, и её спина согнулась». Заботясь о своей внешности, Зоя также была достаточно чувствительна к комплиментам по поводу своей красоты, щедро одаривая такого рода льстецов. Не оставалась она равнодушной и к похвалам в адрес её семьи и особенно своего дяди императора Василия II.
О ранних годах жизни Зои известно немногое. Известно, что император Василий II очень хорошо относился к своей племяннице. Предположительно в 1001 или 1002 году она была избрана в жёны императору Священной Римской империи Оттону III. Однако брак не состоялся из-за смерти Оттона: его невесте, не успевшей добраться до Бари, пришлось вернуться в Константинополь. В 1027 году руки Зои для своего десятилетнего сына Генриха просил император Священной Римской империи Конрад II, но император Константин VIII не дал на это согласия.
У Зои было ещё две сестры, младшая Феодора и старшая Евдокия, которая после тяжёлой болезни стала монахиней. Согласно Пселлу мать Зои, «прекрасная лицом и добрая душой, умерла, родив императору трёх дочерей» и император Константин не стал жениться вторично, упустив возможность обзавестись сыном и наследником.

### Брак с Романом Аргиром

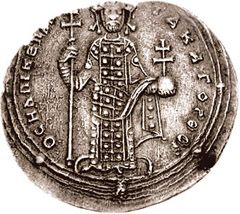
Император Роман III

В современной историографии выдвигается предположение, что Константин VIII питал глубокое отвращение к обычаю, по которому престол, в отсутствие детей мужского пола, передавался по женской линии, в то время как полноправным членом императорской семьи становится чужак — муж царствующей императрицы. Поэтому, затянув решение вопроса о престолонаследии буквально до последнего момента, в 1028 году, во время предсмертной болезни, Константин VIII всё же решил выдать замуж хотя бы одну из дочерей.
Младшая, Феодора, умная и обладающая сильным и суровым характером, бросила вызов её отцу — Константину VIII, к тому времени единственному императору — отказавшись выйти замуж за человека, которого ее отец выбрал своим преемником, Романа Аргира, заявив, что Роман уже был женат — его жена стала монахиней, чтобы позволить Роману вступить в брак с императорской семьей. Далее она утверждала, что поскольку Роман и она были троюродными братом и сестрой, это было слишком тесное кровное родство для заключения брака,, и выбор отца пал на Зою, которой в то время исполнилось уже 50 лет. Вначале император хотел выдать её за одного из крупнейших византийских землевладельцев, бывшего катепана Антиохии Константина Даласина, но тот находился далеко от столицы. В мужья Зое был избран префект Константинополя Роман Аргир. Роману было на тот момент 60 лет, и он был женат. Под угрозой ослепления Романа его жену Елену заставили принять монашество, что дало возможность Роману жениться на Зое.
12 ноября 1028 года состоялось бракосочетание, а через 3 дня император Константин VIII скончался. Благодаря браку Роман взошёл на императорский престол.
Роман, желая основать собственную династию, старался стать отцом, несмотря на возраст супругов. Он обращался к врачам, которые утверждали, что способны «одолевать и вновь возбуждать природу». По их совету он приказывал умащивать своё тело их снадобьями и делать втирания. По словам Пселла, Зоя «старалась и того больше, совершала множество магических обрядов, подвешивала к телу какие-то камешки, прикрепляла амулеты, обвязывалась верёвками и носила всякую чепуху на теле». Потерпев неудачу в попытках стать отцом, Роман всецело предался делам управления империей. По замечанию Линды Гарланд, он пытался показать себя одновременно великим администратором, полководцем и строителем, но не добился успехов ни на одном из этих поприщ. Зоя не имела интереса как к государственным делам, так и к увеселением гинекея и отличалась безумной расточительностью.
Окончательно охладев к Зое, Роман отстранился от неё, ограничив расходы на её содержание. Это Зоя восприняла как оскорбление, нанесённое в её лице императорскому роду, но при этом выместила гнев на своей родной сестре Феодоре — она была пострижена в монашество в Петрийском монастыре. Зоя лично присутствовала на совершении обряда и успокоилась, лишь когда увидела свою сестру в монашеских одеждах.

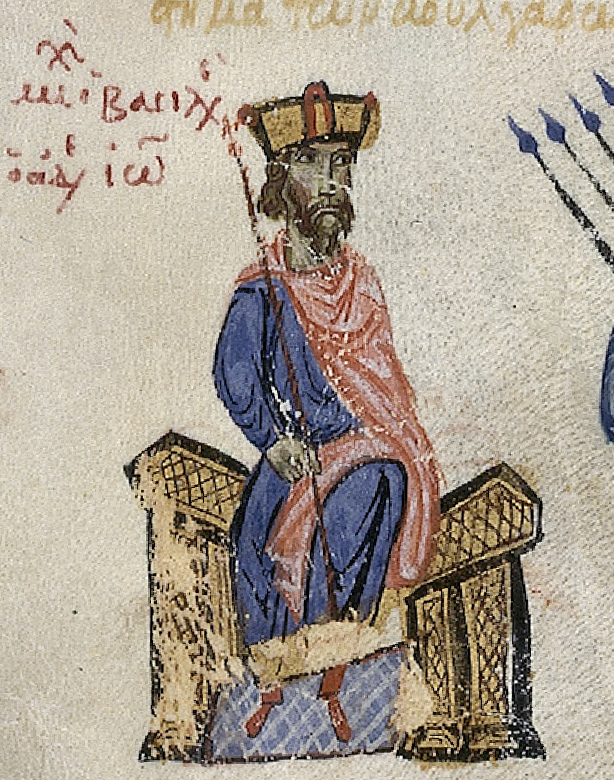
Михаил IV Пафлагонский

Отвергнутая мужем Зоя начала предаваться любовным утехам. Первым её фаворитом стал распорядитель придворных церемоний Константин Артоклин, а после него — Константин из рода Мономахов. Оба молодых человека недолго были любовниками императрицы. Её фаворитом вскоре сделался Михаил, брат императорского евнуха Иоанна, «юноша во цвете лет с пробивающейся бородой. Был он и телом прекрасно сложен, и с лицом совершенной красоты, сверкающими глазами и воистину розоволатый». Вначале юноша не принимал ухаживаний императрицы, но затем, наученный своим братом, стал её любовником. Зоя была так увлечена Михаилом, что не скрывала отношений с ним:

Они дошли до сожительства, и многие заставали их покоящимися на одном ложе. Он при этом смущался, краснел и пугался, а она даже не считала нужным сдерживаться, на глазах у всех обнимала и целовала юношу и хвасталась, что не раз уже вкушала с ним наслаждения.
— Михаил Пселл. Хронография. 3.XIX.
Зоя сажала Михаила на императорский престол, увенчивала короной и вручала ему скипетр. Увидевшему эту сцену старому евнуху повелела служить Михаилу как императору, заявив, что он и есть будущий правитель.
Любовная связь Зои и Михаила стала известной всему императорскому двору, однако на Романа, который, видимо, осознавал свой статус «императора-консорта», она произвела не большее впечатление, чем её прежние романы. Когда его сестра Пульхерия сообщила ему о неверности Зои и о готовящемся на его жизнь покушении, Роман только допросил Михаила. После того как тот поклялся, что между ним и Зоей нет никакой связи, император стал называть его «верным слугой» и воспринимал предостережения придворных как наветы. При этом, по словам Пселла, «Роман сам как бы хотел верить в то, что царица не состоит в любовной связи с Михаилом, но в то же время, зная, что она весьма любвеобильна и переполнена страстью, и не желая, чтобы эта страсть излилась сразу на многих людей, не возражал против её связи с одним любовником, делал вид, будто ничего не замечает, и потворствовал царицыной страсти».
В середине 1033 года император Роман заболел. По сообщению Иоанна Скилицы, он был отравлен препозитом Иоанном Орфанотрофом, а затем его травили медленным ядом Зоя и Михаил. Несмотря на болезнь, Роман не оставил государственные обязанности, участвовал в процессиях, но уже «мало чем отличался от мёртвого: всё лицо его было распухшим, цветом не лучше, чем у пролежавшего три дня покойника, он часто дышал и останавливался, не пройдя и нескольких шагов, волосы свисали с его головы, как у трупа, редкая прядь в беспорядке спускалась на лоб, колеблясь, видимо, от его дыхания». Роман не отчаивался и обращался к врачам в надежде получить исцеление.

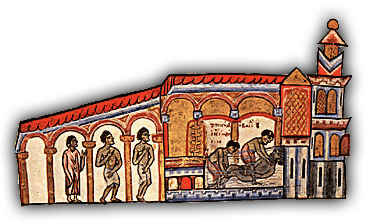
Убийство императора Романа III
(миниатюра хроники Иоанна Скилицы, XII век)

11 апреля 1034 года, в Великий четверг, перед участием в торжественном выходе Роман решил посетить бани. По сообщению Пселла, чувствовал он себя хорошо и передвигался самостоятельно. После омовения он вошёл в бассейн вместе с сопровождавшими его людьми.

…когда самодержец по своей привычке опустил голову под воду, они сдавили ему шею и довольно долго держали его в таком положении, а потом отпустили и ушли.
— Михаил Пселл. Хронография. 3.XXVI.
По словам Константина Манассии, «Зоя-царица того пожелала». Император очнулся, позвал на помощь и был перенесён в свою спальню. Узнав о случившемся, к нему без свиты пришла императрица Зоя, но «едва взглянув на мужа, она тотчас ушла, удостоверившись по его виду в близкой кончине». После непродолжительной агонии император Роман III скончался.

### Брак с Михаилом IV Пафлагоном

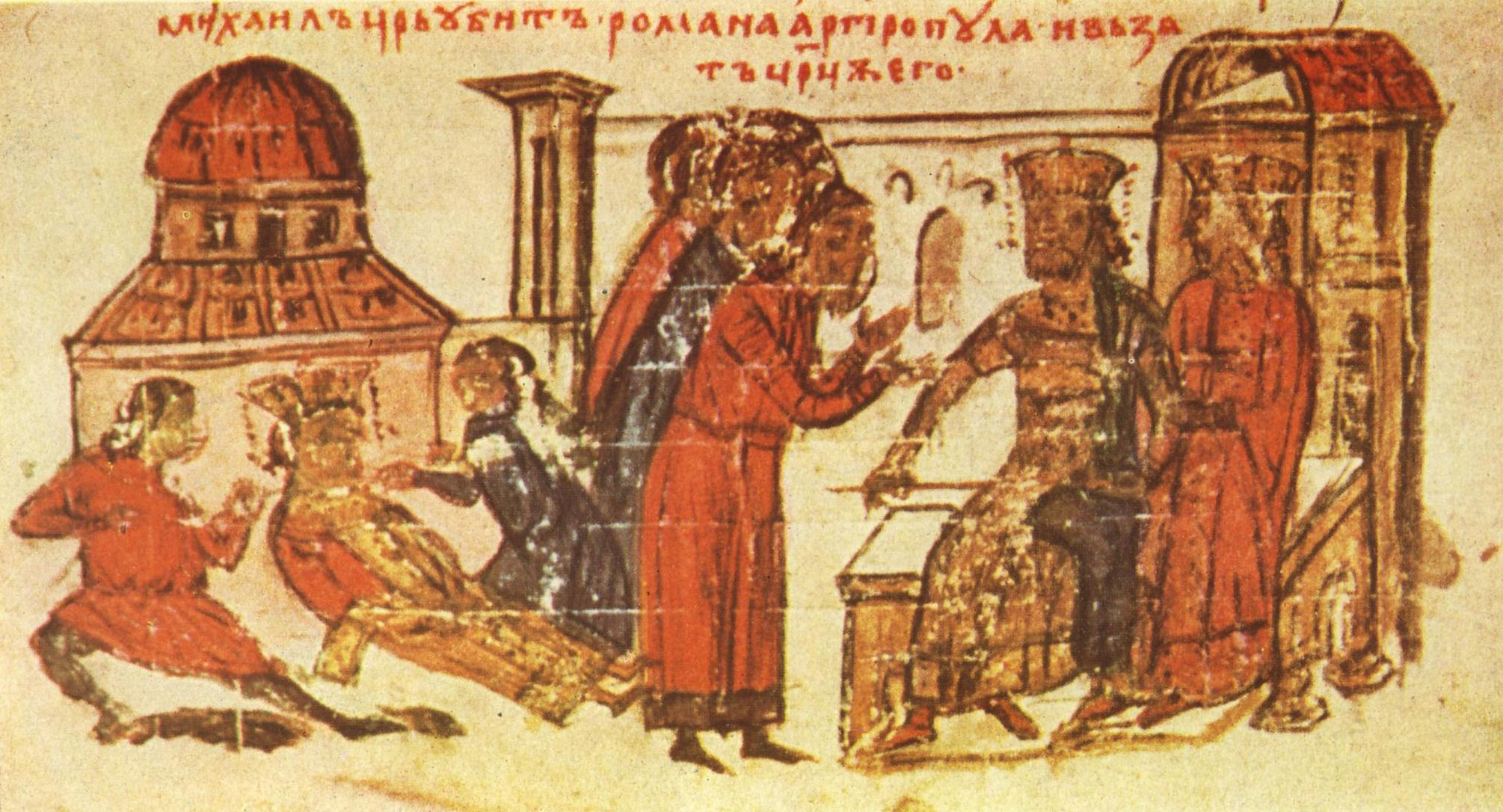
Воцарение Михаила и Зои (миниатюра из хроники Константина Манассии, XIV век)

После смерти мужа, по наущению евнуха Иоанна, Зоя немедленно вызвала ночью во дворец Михаила, облачила его в императорские одежды и, посадив на трон рядом с собой, собственноручно возложила ему на голову императорскую корону, порвав, таким образом, с вековой традицией, согласно которой император коронует супругу. Вызванный во дворец патриарх Алексий Студит после щедрого вознаграждения в 100 фунтов золота благословил брак 56-летней Зои и 24-летнего Михаила, а наутро Синклит признал Пафлагона новым императором. По сообщению очевидца событий Пселла, рано утром члены Синклита «заходили по одному, совершали земной поклон восседающим на троне императорам, при этом императрице никаких иных знаков почтения не оказывали, а самодержцу целовали к тому же и правую руку». После этого были устроены пышные похороны Романа III.
Первое время Михаил оказывал Зое знаки внимания и исполнял все её желания, но затем, под влиянием брата Иоанна, отстранился от супруги. Пселл сообщает, что причиной могли быть «его опасения, как бы царица и его не обрекла злой участи». Михаил отправил в ссылку всех прежних фаворитов Зои, приказал ей запереться в гинекее и воздерживаться от участия в официальных выходах. Все евнухи и придворные дамы Зои были заменены Михаилом на представителей своей родни. Посещать императрицу отныне можно было только с разрешения начальника стражи.

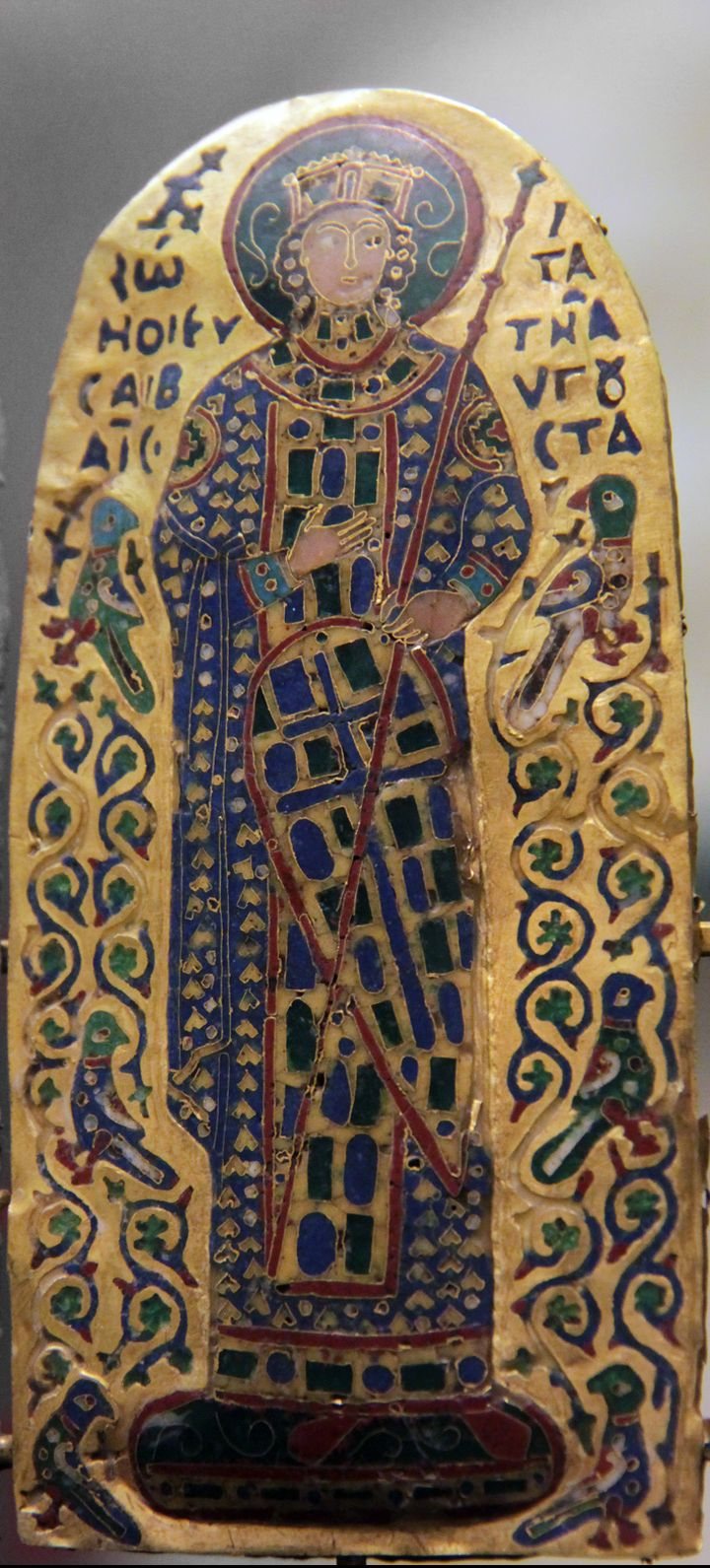
Зоя (деталь короны Константина IX)

…Зоя негодовала (а как могло быть иначе, ведь в награду за благодеяния она получила одну ненависть!), но сдерживала себя и не считала нужным сопротивляться, да и что могла бы она сделать, если бы даже и захотела, оставленная без царской стражи и лишённая сил. В то же время она избегала и того, что свойственно презренной женской природе: не распускала языка, не предавалась отчаянию в своих мыслях, к тому же она не напоминала самодержцу о его прежней привязанности, не выражала недовольства царскими братьями, которые мучили и оскорбляли её, не ненавидела и не прогоняла приставленного к ней стража, но с кротостью обращалась со всеми и, подобно самым искусным риторам, применялась к людям и обстоятельствам.
— Михаил Пселл. Хронография. 4.XVI.
По утверждению Скилицы, Зоя не была столь кроткой и даже пыталась отравить евнуха Иоанна, подкупив его личного врача, который в это время пользовал его слабительным. Врач согласился, однако заговору положило конец предательство одного из слуг. Врач и изготовитель яда были сосланы, а надзор над императрицей значительно усилился.
В то же время именно под влиянием Иоанна, который был озабочен судьбой престола (Михаил IV страдал эпилепсией, а позднее к ней присоединилась и водянка), Зоя усыновила племянника своего мужа, который был провозглашён кесарем.
Из-за болезни Михаил, следуя «спасительным наставлениям божественных мужей», отказался от «законных сношений с супругой» и стал её избегать. Страдая от болезни («тело императора заметно распухло, и было видно, как страдает он от водянки»), Михаил в декабре 1041 года повелел принести его в восстановленный им монастырь Космы и Дамиана, где принял монашеский постриг. Зоя, узнав о случившемся, «решилась покинуть женскую половину и, пересилив свою природу, пешком отправилась к мужу. А он, то ли стыдясь всего доставленного ей зла, то ли памятуя о Боге, а о жене забыв, даже не пустил её к себе».
10 декабря 1041 года Михаил IV Пафлагон скончался. Царица Зоя во второй раз стала вдовой.

### Самодержавная императрица

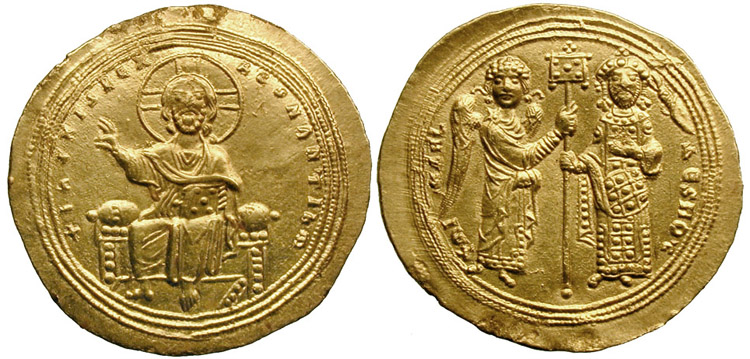
Золотой гистаменон Михаила V

После смерти Михаила IV его братья Иоанн и Константин уговорили Зою провозгласить усыновлённого ею Михаила Калафата новым императором. Иоанн и Константин, кровно заинтересованные, чтобы власть осталась в лоне семьи, уверяли её, что их юный племянник станет по сути дела марионеточным императором, полностью покорным её приказам, и наконец, поддавшись на увещевания, «она отдала им власть, а город, в волнении ожидавший её решения, убаюкала увещеваниями». Первое время после восшествия на престол Михаил с почтением относился к своей приёмной матери, подтверждая повсеместно, что она является императрицей, а он лишь её «покорным слугой». К этому же времени относятся его немногочисленные монеты, на которых нет изображения нового императора, зато имеется портрет Зои. Под влиянием Константина Михаил удалил в монастырь Иоанна, приведшего его на престол, позднее сослал на Лесбос, а затем приказал ослепить. При участии Зои за Иоанном последовали двое других дядей нового императора, Константин, доместик схолы, и протовестиарий Георгий, сосланные один в Опсикий, другой в Пафлагонию. Но вскоре Михаил отстранил свою приемную мать от себя, запер в гинекее и сократил расходы на её содержание.
Михаилу, начавшему проводить активные реформы в области управления, противостояла придворная партия чиновников, символом господства которых была Зоя. Поэтому император предпринял действия по удалению последней от политической жизни страны. По указанию Михаила в ночь с 18 на 19 апреля 1042 года Зоя, под предлогом участия в заговоре против императора, была арестована и со служанкой сослана на остров Принкипо. По словам Пселла, ссылающегося на свидетельства участников изгнания Зои, на корабле она произнесла скорбную речь, в которой помянула своего отца и предков, пять поколений управлявших империей. На острове Зою поместили в монастырь и постригли в монахини. В столице Михаил собрал Синклит, перед которым обвинил её в предательстве и попытке его отравить. По словам Михаила, он поймал её на месте преступления, но какое-то время колебался, не желая открыто объявить о столь скандальном происшествии. Заручившись словесной поддержкой Сената, он решил объявить о низложении Зои. Однако, когда эпарх начал читать хрисовул о низложении императрицы, в городе вспыхнул мятеж.
К низложению императора призвал патриарх Алексий Студит, которого Михаил Калафат пытался убить, подослав наёмников. Народ, собрав «изрядное войско», двинулся ко дворцу с криками: 
Где ты, наша единственная, душой благородная и лицом прекрасная? Где ты, одна из всех достойная всего племени госпожа, царства законная наследница, у которой и отец — царь, и дед, и деда родитель? Как мог безродный поднять руку на благородную и против неё замыслить такое, чего ни одна душа и представить себе не может?
Пселл, сохранивший это событие для истории, был особенно поражён тем, что к шествию присоединились женщины, впервые в истории Византии оставившие для этого гинекеи. Они «бежали по улицам, кричали, били себя в грудь и горестно оплакивали страдания царицы или носились, как менады». Михаил поспешил вернуть Зою в Константинополь и вывел её к народу, чтобы усмирить волнения, но от её появления в монашеских одеждах «битва вспыхнула с новой силой». В это время в городе вспомнили о младшей сестре Зои Феодоре, сосланной ею в Петрийский монастырь и принявшей монашество. Её незамедлительно привезли в столицу (по замечанию Пселла, горожане силой вывели её из церкви, где она укрылась и «оставалась глухой ко всем уговорам»), облачили в царские одежды, и в соборе Святой Софии патриарх Алексий Студит провозгласил её императрицей. Императорский дворец был взят штурмом, погибло из толпы до 3 тысяч человек. Михаил V вместе со своим дядей Константином бежали на судне в Студийский монастырь, но оба были выведены из него, ослеплены и отправлены в ссылку. Это решение было принято в окружении Феодоры или даже было её собственным. Причиной этому была давняя нелюбовь Зои к своей младшей сестре, из-за чего она, по мнению придворных, могла вернуть престол Михаилу.

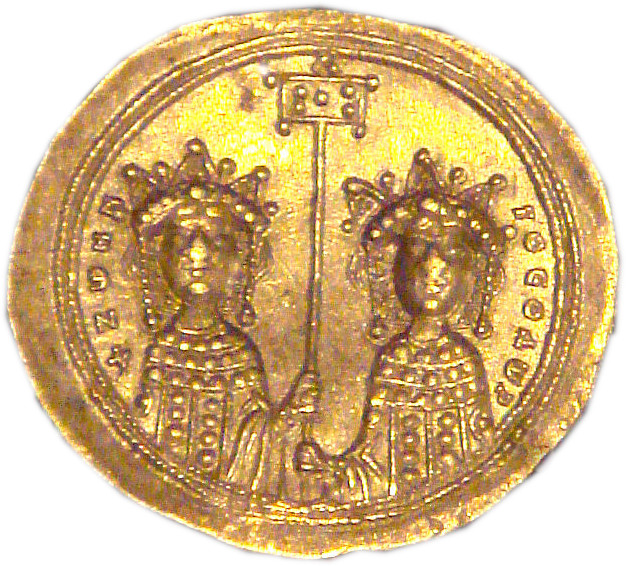
Зоя и Феодора
(гистаменон, 1042 год)

Собравшийся Синклит не мог принять решение о том, какой из сестёр передать власть. Многие его члены склонялись к кандидатуре Зои, видя в ней незыблемость существующего режима. В итоге Зоя под давлением народа согласилась разделить власть с Феодорой. 21 апреля 1042 года сёстры были провозглашены соправительницами.

Она договорилась с сестрой о царской власти, пригласила её в сопровождении торжественной процессии к себе и сделала соправительницей. Феодора же, всё ещё трепеща перед сестрой, признала её старшинство и уступила ей первенство, дабы и царствовать вместе с Зоей, и ей подчиняться.
— Михаил Пселл. Хронография. 5.LI.
Правление Зои и Феодоры — второй и последний случай в византийской истории, когда империей самодержавно управляла женщина. Своё царствование сёстры начали со смещения с государственных постов всех ставленников Михаила V и назначения на их места преданных им людей, кроме того, народу были розданы щедрые подарки. На торжественных церемониях соправительницы сидели рядом на одном троне и при необходимости «спокойным голосом отдавали приказания или отвечали на вопросы, иногда следуя наставлениям сведущих людей, иногда по собственному разумению». Сёстрами были изданы указы против продажи должностей, проведены изменения в военно-административной и гражданской системах управления, а для расследования злоупотреблений Михаила V и его чиновников создан специальный трибунал. Так, евнух Николай был назначен доместиком восточной схолы, Константин Кабасилас — дуксом Запада, Георгий Маниак получил сан магистра и главнокомандующего итальянской армией.
Две единокровные деспойны — госпожа Зоя и госпожа Феодора — правили самодержавно 50 дней.
Несмотря на то, что Феодора и Зоя добросовестно исполняли все обязанности, положенные самодержавным императрицам, как то — участвовали в торжественных выходах, принимали послов, занимались решением административных вопросов, управление сёстрами империей оказалось неэффективным. По словам Пселла, Зоя «не только отверзла все источники в царской сокровищнице, но дала излиться каждому ручейку, который там таился. Но эти богатства были не дарованы, а разграблены и расхищены…». В этом Зоя была полной противоположностью своей сестры Феодоры, которая «запиралась в своих покоях и одна скрепляла печатью струящийся к ней поток золота». В итоге деньги, которые должны были пойти на содержание армии, доставались придворным, а соседние народы начали военные действия против Византийской империи. Чтобы обеспечить стране должное управление, Зоя вновь решилась выйти замуж и возвести супруга на престол: «царица Зоя, желая греческую власть передать мужу-самодержцу и мечтая родить, и растить детей, и детородной стать матерью чадам (от двух садовников, словно дерево, напоенное влагой, страдала, оставаясь без плода)…»
Первоначальный выбор Зои пал на Константина Даласина, которого её отец некогда прочил ей в мужья, но Константин выдвинул условия, наметил планы реформ и из-за этого неудобного для сестёр-соправительниц поведения был отвергнут и отправлен в провинцию. Ещё один претендент — Константин Артоклин, бывший, если верить слухам, её любовником при жизни Романа III, скоропостижно скончался, не успев возложить на себя корону, хотя «все уже склонялись в его пользу». Молва винила в его смерти супругу, опасавшуюся, что вслед за Еленой, женой Романа III, её вынудят уйти в монастырь, чтобы освободить Константина для женитьбы на императрице. Наконец Зоя остановилась на своём прежнем фаворите Константине из рода Мономахов.

### Брак с Константином IX Мономахом

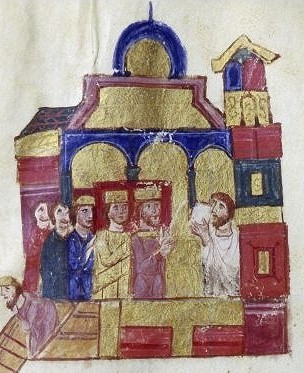
Венчание Константина и Зои (миниатюра хроники Иоанна Скилицы, XII век)

11 июня 1042 года Константин, возвращённый из ссылки, торжественно въехал в столицу и вступил в брак с 64-летней Зоей. Для обоих это супружество было уже третьим. Такой брак не одобряется православной церковью, поэтому венчание, хоть и торжественное, совершил в церкви Неа не патриарх, а «первый из пресвитеров» собора Святой Софии — Стип. Патриарх Алексий «под давлением обстоятельств и, можно сказать, воли Божьей уступил и, хотя сам не возложил руки на венчающихся, обнял их, уже сочетавшихся браком и обвенчанных». По словам Пселла, это он сделал, возможно, льстиво, так как придерживался дворцовой партии императрицы Феодоры. В своём манифесте после венчания Зоя заявила, что этот брак претит её понятиям о чести и совершён исключительно ради интересов империи. На следующий день после свадьбы Константин был коронован.

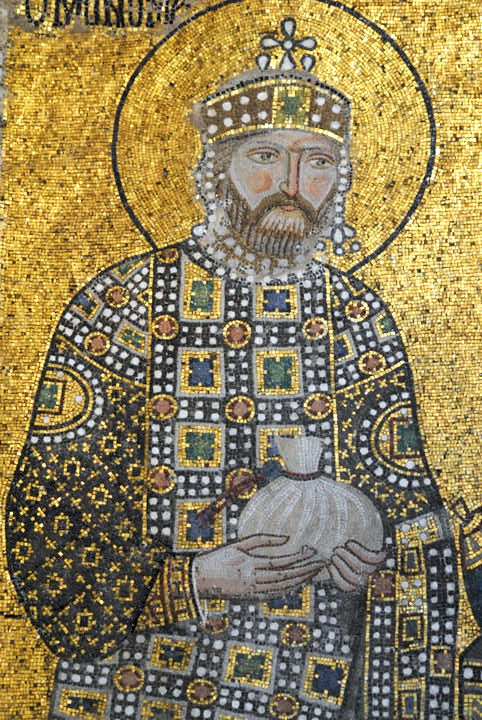
Константин IX (мозаика собора Святой Софии)

Император Константин, хотя и окружил Зою почётом, но сохранил при этом свою давнюю любовную связь с Марией Склиреной, которая семь лет прожила с ним на острове Лесбос во время его ссылки. По словам Пселла, Зоя спокойно отнеслась к этой связи, «ибо не осталось ревности в женщине, измученной многими бедами и вошедшей в возраст, которому чужды подобные чувства», и разрешила доставить Марию в Константинополь, где её первоначально поселили в скромном доме. Константина, в его визитах к Марии, неотступно сопровождали ставленники императрицы, они же распоряжались в доме всем, вплоть до обедов, подаваемых императору и его даме. Константина в скором времени перестало удовлетворять такое положение, и он уговорил Зою составить «грамоту о дружбе» и даровать Склирене титул севасты, в результате чего во дворце её стали именовать госпожой и царицей, во время торжественных выходов Склирена шла позади обеих императриц. Пселл сообщает, что Зоя очень спокойно отнеслась к любовнице своего мужа и его желанию возвысить её — «она ни в чём не переменилась, всем улыбалась и была довольна случившимся». По просьбе Константина Склирене были предоставлены покои в императорском дворце, соседствующие с его собственными, а также покоями императрицы. При этом Зоя, по безмолвному соглашению, не входила к царю, когда он был с Марией. Константин был достаточно умён, чтобы не ссориться с женой, более того, подчёркивал её неотъемлемое право на почёт и власть. Так, например, он вразрез с установившимся обычаем, по которому императрицы не присутствовали при триумфах, усадил её на трон рядом с собой во время триумфа по случаю гибели мятежного Георгия Маниака в 1043 году.

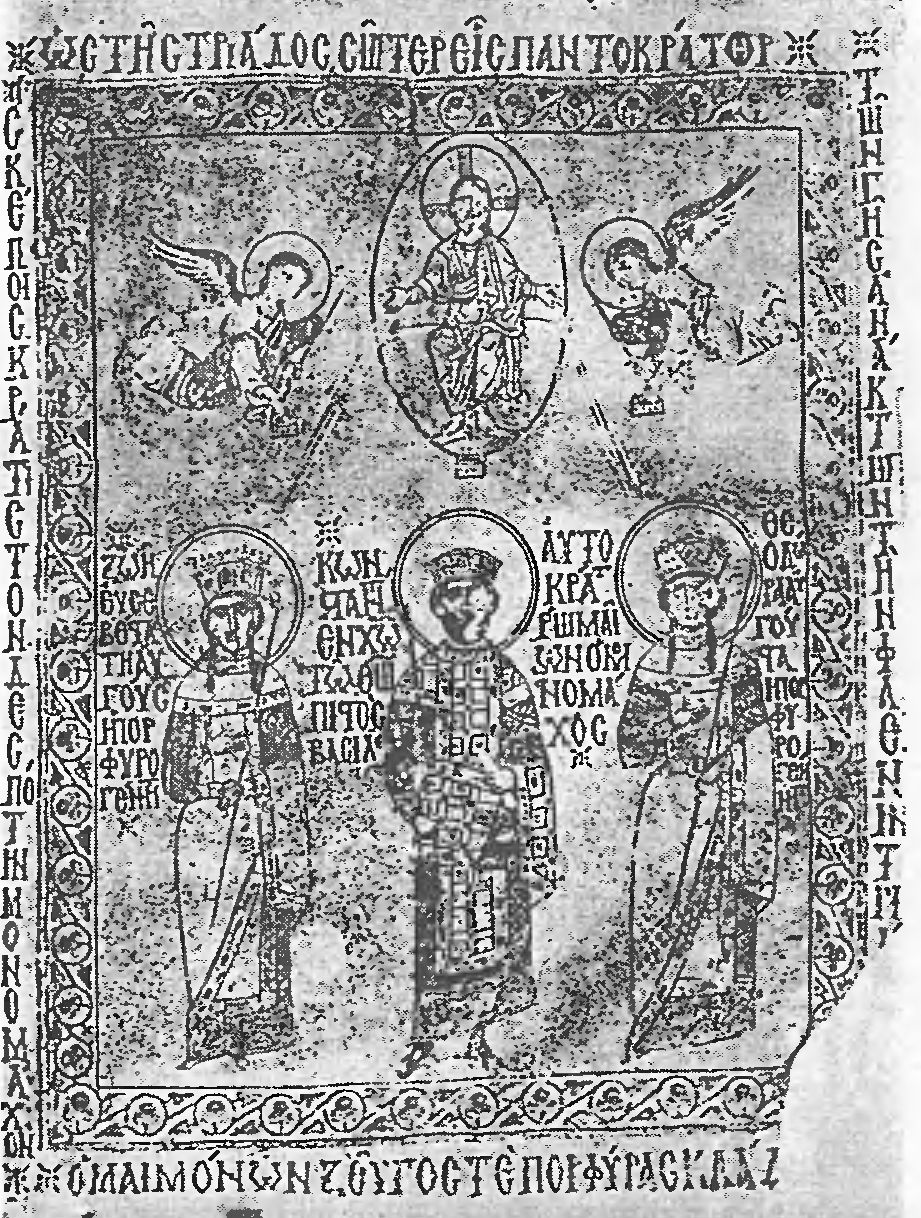
Зоя, Константин и Феодора
(фронтиспис синайского сборника проповедей Иоанна Златоуста, XI век)

Для знати и придворных Зоя, Феодора и Константин представлялись неким единством, согласно управляющим государством. Однако народ не был столь расположен к Склирене. Иоанн Скилица сообщает, что 9 марта 1043 года горожане начали протестовать против возвышения Склирены и вышли на улицы с криками: «Не хотим Склирену царицей, да не примут из-за неё смерть матушки наши Зоя и Феодора!» Усмирить толпу (и, возможно, спасти императора от расправы) удалось только вышедшим на балкон дворца Зое и Феодоре. Около 1045 года Склирена умерла, и, поскольку «царица Зоя была слишком стара для общения с мужем, а в царе бушевали страсти», Константин завёл себе новую любовницу — аланскую царевну, жившую в Константинополе в качестве заложницы.
Зоя стала свидетельницей набега русского флота князя Ярослава Мудрого на Константинополь летом 1043 года и последующего разгрома русов. Одним из телохранителей императрицы в период её самодержавия был герой скандинавских саг, впоследствии король Норвегии Харальд Суровый.
В делах управления Зоя участия не принимала, предоставив всю власть своему супругу и отдавая всё свободное время нарядам (причём вразрез с установившимся обычаем предпочитала почти воздушные платья тяжёлым императорским облачениям), алхимии, сопровождая свои увлечения расходованием государственной казны. К концу жизни, по характеристике Пселла, она была «нетверда рассудком» и «потеряла всякое представление о делах и была совершенно испорчена царским безвкусием». Её преследовали приступы гнева, и за малейший проступок она приговаривала виновного к ослеплению; если бы не вмешательство Константина, «многим людям вырвали бы глаза без всякого повода». При этом Зоя стала проявлять чрезвычайную набожность, которая приняла следующую форму:

Она изготовила для себя точнейшее, если можно так сказать, изображение Иисуса, украсила его всевозможными драгоценностями и только что не вдохнула в икону жизнь. <…> С его помощью Зоя многое могла предсказать в будущем. Случалось ли что-нибудь приятное, постигала её какая-нибудь беда, Зоя сразу приходила к иконе, чтобы благодарить или просить о помощи. Нередко видел и я, как в тяжёлую годину она то обнимала образ, преданно смотрела на него и, обращаясь, как к живому, называла самыми ласковыми именами, то, распростёршись на полу, орошала землю слезами и терзала ударами грудь, и если видела его лик побледневшим, уходила мрачная, а если пламенеющим и озарённым ярким сиянием, немедля извещала об этом царя и предрекала будущее.
— Михаил Пселл. Хронография. 6.LXVI.
Незадолго до смерти Зоя потеряла аппетит и в ожидании скорой кончины начала освобождать узников из тюрем, прощать должников и щедро раздавать милостыню.
В 1050 году царица Зоя скончалась в возрасте 72 лет после непродолжительной агонии. Её погребли в построенной ею константинопольской церкви Христа Антифонита.
После смерти Зои её супруг не только устроил ей роскошные похороны, но и решил причислить её к лику святых. Он пытался различными способами доказать, что у гробницы Зои совершаются чудеса, чтобы найти в них основание для канонизации. Однако скандальные любовные увлечения Зои и три её брака не позволили Константину Мономаху осуществить канонизацию. Константин пережил жену на пять лет. Сестра Зои Феодора скончалась в 1056 году, и с её смертью прервалось правление Македонской династии.
В правление императора Алексея I Комнина из гробницы Зои для пополнения казны были изъяты золотые и серебряные украшения.

## Оценка деятельности
«…владела царицей только одна страсть, которой она отдавала себя всю: приносить жертвы Богу — я говорю сейчас не о словесных мольбах, приношениях и покаяниях, а об ароматических растениях и всём том, что доставляют в наши земли из Индии и Египта».
С точки зрения византийского права, жёны и дочери императоров имели законные права на престол, но их рассматривали в качестве наследниц второй очереди, в случае отсутствия наследников-мужчин, самодержавных правительниц или регентш при малолетних. По замечанию Линды Гарланд, никто и ничто не препятствовало Зое влиять на политику государства, отсутствие подобного влияния объясняется исключительно её собственной волей. С другой стороны, императрице — жене правящего монарха — традиция предписывала воспитывать детей, щедро жертвовать на церкви и монастыри и участвовать в дворцовых церемониях, в то время как дела управления сосредотачивались в руках её мужа.
Отец Зои, император Константин VIII, видел в своей средней дочери залог продолжения правления Македонской династии. Она была его законной наследницей, и именно через неё императорский венец должен был перейти к новому правителю. Однако брак, в который она вступила в возрасте 50 лет, оказался бездетным, и династия не была продолжена. Наследников мужского пола Константин VIII не оставил, поэтому браки с Зоей стали для трёх императоров основанием для восшествия на престол, а Михаил V сделался императором, поскольку был ею усыновлён. Однако Зое не удалось обеспечить стабильное управление, и период её нахождения у власти считается временем политического кризиса в империи. Уже в правление второго мужа Зои Михаила IV, а затем и его племянника, по словам историка А. А. Васильева, началось «сильное брожение и острое недовольство в империи».
Византинист Ф. И. Успенский следующим образом характеризует политическое развитие империи в период нахождения у власти Зои и её супругов:

Целое тридцатилетие отмечается ещё именем македонского периода, хотя по существу в это время развивается, особенно в политическом отношении, совершенно новый порядок вещей, и разве только во внутренней истории византийских учреждений можно наблюдать естественную эволюцию.

Совместное самодержавное правление Зои и Феодоры продолжалось полтора месяца. Несмотря на ряд положительных моментов (см. раздел Самодержавная императрица), сёстры «своей безумной щедростью, пустым тщеславием, нелепыми капризами, посредственностью ума уготовили гибель империи и дали проникнуть в её здоровый и крепкий организм смертельным зародышам, обусловившим её падение».

## Источники

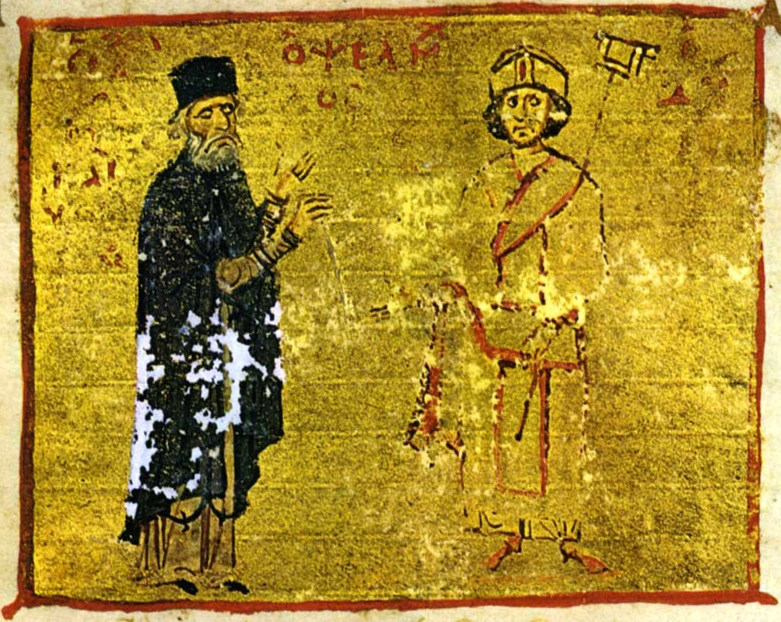
Михаил Пселл (слева), главный историограф императрицы Зои (афонская миниатюра, XII—XIII вв.)

## Образ в искусстве
- Изобразительное искусство:

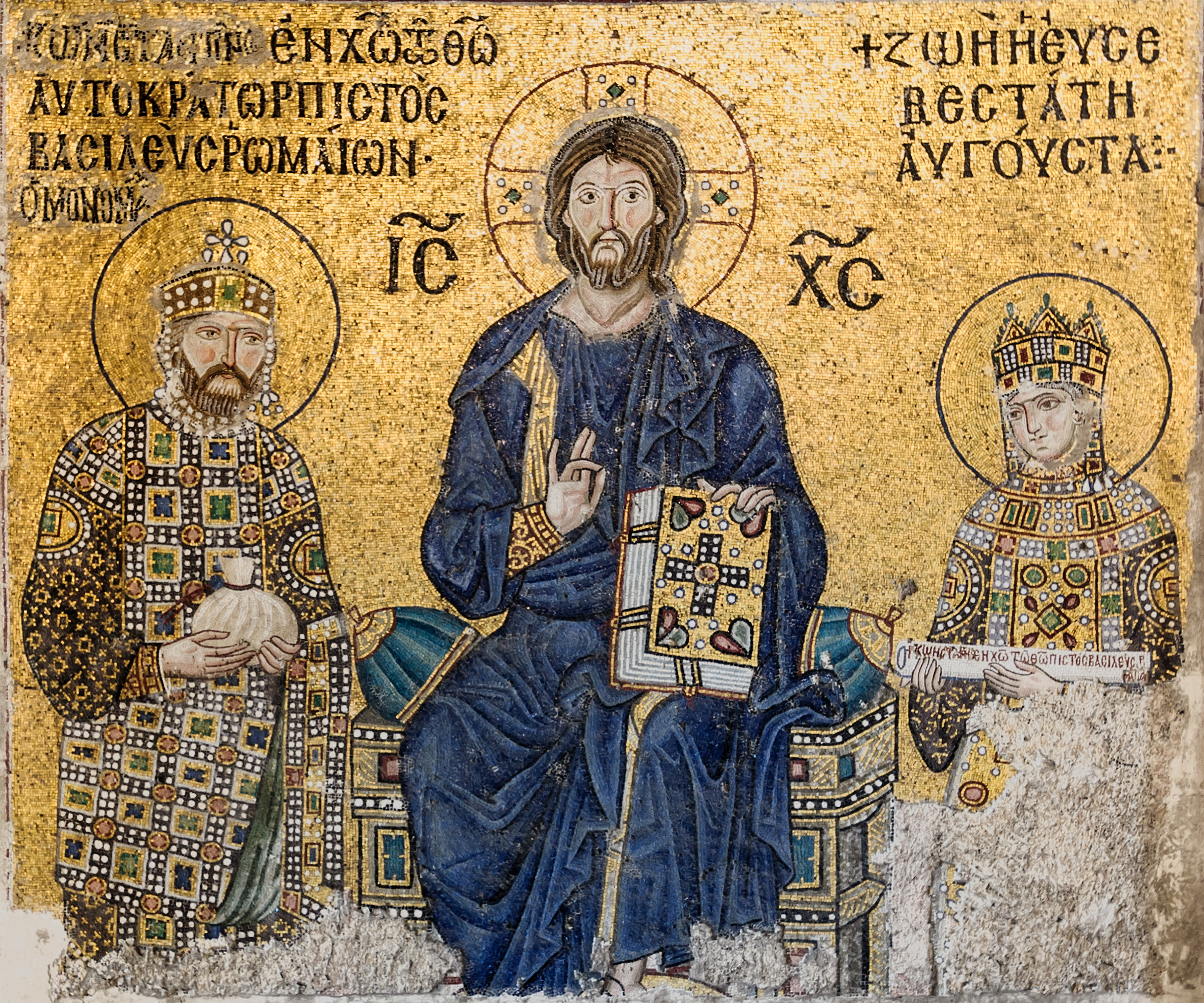
Зоя и Константин IX
(мозаика собора Святой Софии)

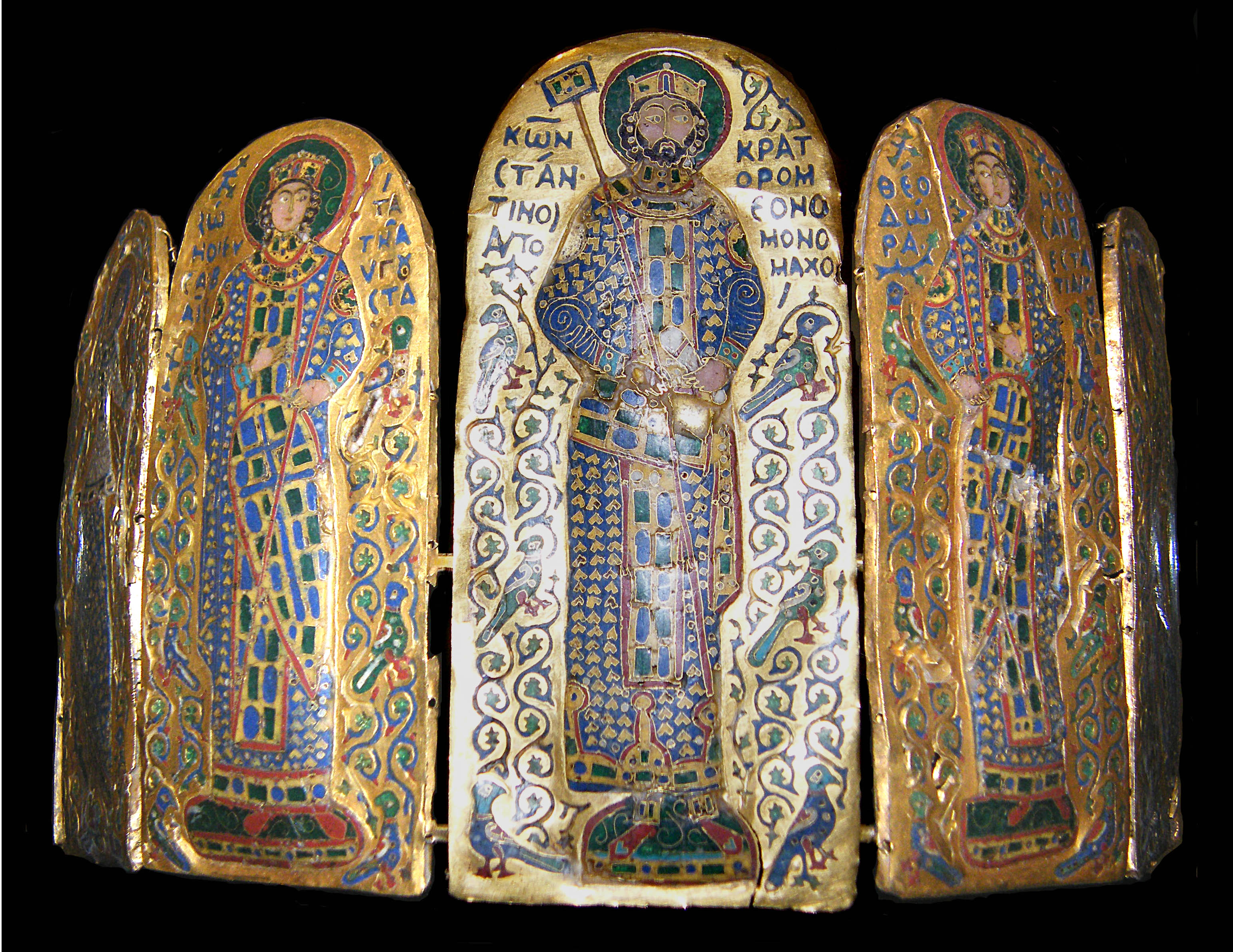
Корона Константина IX Мономаха

Изображения императрицы Зои известны по монетам, миниатюрам в рукописях («Обозрение истории» Иоанна Скилицы, «Хроника» Константина Манассии, фронтиспис синайского сборника проповедей Иоанна Златоуста).
Наиболее известным её изображением является мозаика с вотивным образом императрицы Зои и Константина IX Мономаха перед Спасителем на престоле, находящаяся в южной галерее собора Святой Софии в Константинополе. Мозаика в современном виде была создана в 1042—1056 годы и изображает Зою в тяжёлых орнаментированных императорских одеждах, держащую в руках хрисовул с надписью «потомок Константина», который, по одной версии, содержал перечисление даров собору, а по другой — являлся свитком Священного Писания, верность которому императорская чета подтверждает своей деятельностью.
Первоначально на мозаике Зоя была изображена со своим вторым мужем Михаилом IV, но после свержения Зои в 1042 году императором Михаилом V, вероятно, изображение Зои было уничтожено. Вернувшись к власти и выйдя замуж за Константина IX, Зоя восстановила своё изображение и заменила образ Михаила IV изображением нового супруга (переделка мозаики коснулась только изображения головы). В этот же период был восстановлен лик Иисуса Христа, уничтоженный ранее по неизвестным причинам. Предполагают, что это было сделано для достижения стилистического единства либо Зоя потребовала от мастера, чтобы лик Христа был обращён на неё, а не на императора (последнее предположение является сомнительным).
Эмалевое изображение Зои также присутствует на короне Константина IX наряду с портретами самого Константина, Феодоры, аллегориями Правды и Смирения и изображениями двух танцовщиц. Корона была подарена императором Константином венгерскому королю Андрашу I ко дню коронации его и его супруги Анастасии, дочери Ярослава Мудрого. На золотой пластине короны в технике перегородчатой эмали Зоя изображена анфас в полный рост в императорских одеждах. Её изображение обрамляет растительный орнамент с птицами, имеющий сходство с произведениями исламского искусства.
- Художественная литература:

- Пол Андерсон. «Last Viking» (1980; не переведён). Авантюрно-историческая трилогия: в части первой («Золотой Рог») главный герой Харальд Суровый в 1030-х годах служит телохранителем императрицы Зои.
- Майкл Эннис (Michael Ennis). «Byzantium» (1989; не переведён). Ещё одна книга о викинге Харальде Смелом, телохранителе императрицы Зои.

## Комментарии
1. ↑  Возможно, невестой была её сестра Феодора.
2. ↑  Об отказе Феодоры сообщают Скилица и Зонара.
3. ↑  В брак порфирородные принцессы вступали в возрасте 12—14 лет. За 3 года до того начиналась подготовка к будущему высокому сану. Девочек обучали чтению и письму, обычаям и этикету дворца, дипломатии и политике, а кроме того — таким чисто женским занятиям, как ткачество, прядение, умение разбираться в нарядах и драгоценностях, а также управлению огромным штатом евнухов и слуг (Carolyn Loessel Connor. Women of Byzantium. — Yale University Press, 2004. — P. 216. — 396 p. — ISBN 0300099576.).

### Исследования. Общие работы
на русском языке
- Зоя // Энциклопедический словарь Брокгауза и Ефрона : в 86 т. (82 т. и 4 доп.). — СПб., 1890—1907.
- Васильев А. А. История Византийской империи. — М.: Алетейя, 2000. — Т. 1 Эпоха Македонской династии (867-1081). — ISBN 978-5-403-01726-8.
- Величко А. М. История Византийских императоров. — М., 2010. — Т. 4. — 800 с. — ISBN 978-5-91399-019-8.
- Дашков С. Б. Императоры Византии. — М.: Издательский дом «Красная площадь», «АПС-книги», 1996.
- Диль Ш. Византийские портреты. — М.: Искусство, 1994.
- Любарский Я. Н. Исторический герой в «Хронографии» Михаила Пселла // Византийский временник  / Пер., комм. Г. Г. Литаврина. — 1972. — Т. 33. — С. 92—114.
- Норвич Д. История Византии. — М.: АСТ, 2010.
- Скабаланович М. Н. Византийское государство и церковь в XI веке. — СПб., 1884.
- Успенский Ф. И. История Византийской империи. — М.: АСТ, 1997. — Т. 2.

на иностранных языках
- Oxford Dictionary of Byzantium / Alexander P. Kazhdan. — Oxford University Press, 1991.
- Angold M. The Byzantine Empire, 1025-1204: a political history. — London and New York: Longman, 1997.
- Garland, L. Byzantine Empresses. Women and Power in Byzantium, AD 527-1204. — London, 1999.
- Mesanovic S. The Female Desire for Imperial Authority in Byzantium: The Case of Zoe and Theodora (недоступная ссылка — история) // Toleration and Repression in the Middle Ages. — Athens, 2002. — ISBN 960-371-019-9.
- Paul Magdalino. Byzantium in the year 1000. — BRILL, 2003. — ISBN 9004120971.